# Angelo della Pergola
Angelo della Pergola o Agnolo della Pergola o Angelo dal Foco (Pergola, 1375 circa – Bergamo o Cremona, aprile 1428) è stato un militare italiano, conte di Biandrate e signore di Sartirana Lomellina e Zeme.

## Biografia
Si suppone sia nato intorno al 1375 da una famiglia di contadini della contrada Madonna del Piano nel comune di Pergola.
Le prime notizie certe risalgono al 1397 quando il suo nome è riportato in uno dei codici malatestiani di Fano tra i capitani arruolati da Pandolfo Malatesta per supportare militarmente papa Bonifacio IX contro i Colonna. Dal 1400 il suo nome diviene sempre più presente nelle cronache militari dell'epoca. Lo vediamo alla guida di soldati di ventura fra le Marche, il Lazio, l'Umbria, la Toscana, l'Emilia-Romagna, la Lombardia e il Piemonte. Al comando delle truppe del Ducato di Milano, sconfisse l'esercito della Repubblica di Firenze nella sanguinosa battaglia di Zagonara del 1424.
Muore nell'aprile del 1428 a Bergamo (altre fonti riportano Cremona) per uno sbocco di sangue. La sua morte fu annunciata in una lettera inviata da Filippo Maria Visconti all'imperatore Sigismondo, con accenti particolarmente commossi che lasciano ipotizzare una profonda amicizia tra il duca e il condottiero.
Figura tra i personaggi storici della tragedia Il Conte di Carmagnola di Alessandro Manzoni. Dal Foco è raffigurato come un prudente consigliere che cerca di dissuadere l'inesperto Malatesta dall'affrontare la battaglia. Di fronte all'ostinazione e alla voglia di combattere del Malatesta, l'anziano condottiero si schiera in prima fila e si batte valorosamente.

## Discendenza
I suoi figli:
- Antonio (1400-1453), condottiero
- Leone (?-1480), condottiero[2]
- Delfino (?-1465), vescovo.[3]